# Palaquium hexandrum
Palaquium hexandrum là một loài thực vật có hoa trong họ Hồng xiêm. Loài này được (Griff.) Baill. mô tả khoa học đầu tiên năm 1884.